# Oleksandr Polivoda
Oleksandr Polivoda, né le 31 mars 1987 à Kharkiv, est un coureur cycliste ukrainien.

## Biographie
Oleksandr Polivoda naît le 31 mars 1987 à Kharkiv en Ukraine.
En 2006, Oleksandr Polivoda est membre de l'équipe italienne Filmop.
En 2011 et 2012, il court pour l'équipe italienne General Store Medlago Fontana. Troisième du championnat d'Ukraine sur route lors de ces deux saisons, il est sélectionné en équipe nationale pour les championnats du monde sur route, dans le Limbourg néerlandais. Il y est 87e de la course en ligne remportée par Philippe Gilbert.
Il est recruté pour la saison 2013 par l'équipe professionnelle suisse Atlas-Jakroo. En novembre, il est convoqué par le procureur antidopage du Comité national olympique italien (CONI) après qu'un contrôle antidopage lors du Piccolo Giro di Lombardia a révélé des traces de cathine. Il explique cela par la prise d'un médicament contre la toux, alors qu'il souffrait d'une bronchite. Il est suspendu soixante jours par la fédération italienne, soit jusqu'au 24 décembre,,.
Il est recruté en 2014 par l'équipe Kolss où il remporte notamment le classement de la montagne lors du Paris-Arras Tour.
Au mois d'août 2017 il termine troisième de l'Odessa Grand Prix et permet à son équipe de s'octroyer les cinq premières places de l'épreuve fait rare sur une course inscrite au calendrier de l'Union Cycliste Internationale.

## Palmarès sur route
- 2009[1]
  - Gran Premio Somma
  - 2e du Medaglia d'Oro Nino Ronco
- 2010
  - Trophée Raffaele Marcoli
- 2011
  - 2e de La Popolarissima
  - 2e du Gran Premio Inda
- 2012
  - Circuito Casalnoceto
  - Circuito Silvanese
  - Grand Prix Colli Rovescalesi
  - Trofeo Bruno e Carla Cadirola
  - Gran Premio Somma
  - 2e du Trophée de la ville de Conegliano
  - 2e de la Coppa Collecchio
- 2013
  - 5e étape du Tour du lac Qinghai
- 2014
  - Tour de Slovaquie :
    - Classement général
    - 2e étape

  - 1re étape du Tour du lac Qinghai
  - 3e du Mémorial Oleg Dyachenko
  - 3e des Cinq anneaux de Moscou
  - 3e de la Race Horizon Park 3
  - 3e du Tour du lac Qinghai
- 2015
  - Tour de Mersin :
    - Classement général
    - 1re étape

  - Cinq anneaux de Moscou :
    - Classement général
    - 3e étape

  - Horizon Park Race Maïdan
  - 3e étape du Tour du lac Qinghai
  - Odessa Grand Prix 1
  - 2e du Mémorial Oleg Dyachenko
  - 2e du Grand Prix ISD
  - 2e du Tour de Chine I
  - 3e du championnat d'Ukraine sur route
  - 3e de la Visegrad 4 Bicycle Race - GP Czech Republic
- 2016
  -  Champion d'Ukraine sur route
  - Szlakiem Grodów Piastowskich
  - 4e étape du Tour de Bulgarie
  - 2e du Tour de Hongrie
  - 3e de la Visegrad 4 Bicycle Race - GP Hungary
- 2017
  -  Champion d'Ukraine du contre-la-montre
  - 2e étape du Tour d'Ukraine (contre-la-montre par équipes)
  - 8e et 9e étapes du Tour du lac Qinghai
  - 2e étape du Tour de Xingtai
  - 3e du Tour d'Azerbaïdjan
  - 3e du championnat d'Ukraine sur route
  - 3e de l'Odessa Grand Prix
- 2018
  -  Champion d'Ukraine sur route
  - 2e étape du Tour de Singkarak
  - 3e du Tour de Cartier
- 2019
  - 3e du Tour de Quanzhou Bay

## Classements mondiaux
| Année                                 | 2009  | 2010 | 2011 | 2012 | 2013 | 2014 | 2015 | 2016 | 2017 | 2018 | 2019 | 2020 | 2021  | 2022 | 2023  | 2024  |
| ------------------------------------- | ----- | ---- | ---- | ---- | ---- | ---- | ---- | ---- | ---- | ---- | ---- | ---- | ----- | ---- | ----- | ----- |
| Classement mondial                    |       |      |      |      |      |      |      | 241e | 326e | 277e | 529e | 741e | 1190e | nc   | 1202e | 1068e |
| UCI Europe Tour                       | 1138e | nc   | 678e | 375e | 856e | 86e  | 15e  | 159e | 205e | 245e | 405e | 593e | 878e  | nc   | nc    | nc    |
| UCI Asia Tour                         | nc    | nc   | nc   | nc   | 102e | 20e  | 15e  | 105e | 154e | 77e  |      |      |       |      |       |       |
|                                       |       |      |      |      |      |      |      |      |      |      |      |      |       |      |       |       |
| Légende : nc = non classéSource : UCI |       |      |      |      |      |      |      |      |      |      |      |      |       |      |       |       |

## Palmarès sur piste

### Coupe du monde
- 2006-2007
  - 3e de la course aux points à Moscou

### Championnats du monde juniors
- Vienne 2005
  -  Médaillé d'argent du scratch

### Championnats d'Europe
- Valence 2004
  -  Champion d'Europe de poursuite par équipes juniors (avec Sergiy Minashkin, Igor Malikov et Vitaliy Shchedov)